# 海东街道 (营口市)
海东街道，是中华人民共和国辽宁省营口市鲅鱼圈区下辖的一个乡镇级行政单位。

## 行政区划
海东街道下辖以下地区：
向阳社区、泰山社区、长江社区、曙光社区、宏柳社区、明珠社区、白云社区和丽水社区。